# 施泰拉赫萬德山

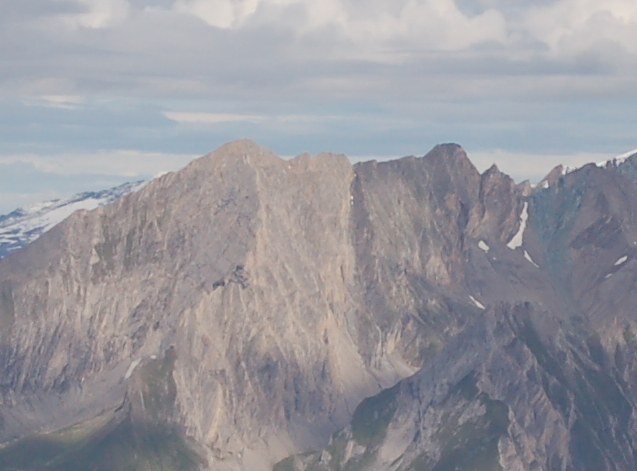

47°02′45″N 12°35′43″E / 47.045802°N 12.595206°E
施泰拉赫萬德山（德語：Stellachwand），是奧地利的山峰，位於該國西部，由蒂羅爾州負責管轄，屬於格拉納特山脈的一部分，處於東蒂羅爾地區馬特賴，海拔高度3,060米，人類在1927年7月14日首次登頂。